# Regimentul 6 Infanterie (1916-1918)
Regimentul 6 Infanterie a fost o unitate de nivel tactic care s-a constituit la 14/27 august 1916, prin mobilizarea unităților și subunităților existente la pace aparținând de Regimentul Mihai Viteazul No. 6. Regimentul a făcut parte din organica Brigăzii 8 Infanterie, fiind dislocat la pace în garnizoana București. La intrarea în război, Regimentul 6 Infanterie a fost comandat de locotenent-colonelul Mihail Darvari. Regimentul 6 Infanterie a participat la acțiunile militare pe frontul românesc, pe toată perioada războiului, între 14/27 august 1916 - 28 ocotmbrie/11 noiembrie 1918.